# Pranie pieniędzy
Pranie pieniędzy (ang. money laundering) – działania zmierzające do wprowadzenia do legalnego obrotu pieniędzy lub innych wartości majątkowych uzyskanych z nielegalnych źródeł bądź służących do finansowania nielegalnej działalności. W większości przypadków dotyczy to przestępczości narkotykowej, terroryzmu lub innych zorganizowanych działań karalnych.

## Opis
Najbardziej znaną metodą tego procederu jest zawyżanie przychodów z legalnej działalności, której dokładne rozmiary są trudne do skontrolowania, w szczególności drobnej działalności usługowej. Nazwa procesu wzięła się od amerykańskich pralni na monety, w przypadku których trudno skontrolować rzeczywiste przychody.
W międzynarodowym praniu pieniędzy na większą skalę włącza się skomplikowane operacje finansowe, co ma być znacznie ułatwione przez postęp technologiczny w sektorze finansowym.
Pojęcia „pranie pieniędzy” użyto po raz pierwszy w latach 20. XX wieku w Stanach Zjednoczonych. Mafia chicagowska kierowana przez Ala Capone czerpała zyski z nielegalnej produkcji, sprzedaży i przemytu alkoholu. Aby ukryć proceder, członkowie mafii prowadzili legalną działalność handlowo-usługową, czyli sklepy i pralnie. Dochody nielegalne dopisywano do codziennych utargów, aby ukryć ich pochodzenie.
Ośrodek Szkolenia Departamentu Skarbu USA określił pranie pieniędzy w następujący sposób: Pranie pieniędzy to proces, przy pomocy którego dochody przypuszczalnie uzyskane z działalności przestępczej są przekazywane, przekształcane, wymieniane albo też łączone i mieszane z legalnymi funduszami w celu ukrycia lub zatajenia prawdziwego charakteru, źródła, ukierunkowania, przepływu lub własności tych dochodów. Celem procesu prania pieniędzy jest nadanie pozorów legalności funduszom uzyskanym z działalności pozaprawnej lub działań z nią powiązanych.
W 1989 roku podczas szczytu G7, została powołana Grupa Specjalna ds. Przeciwdziałania Praniu Pieniędzy FATF (The Financial Action Task Force on Money Laundering), która w kwietniu 1990 wydała rekomendacje dotyczące walki z praniem pieniędzy. Stały się one podstawą wydania w 1991 roku przez Radę Wspólnot Europejskich dyrektywy w sprawie ochrony systemu finansowego przed wykorzystaniem go do celów prania pieniędzy, która została zastąpiona Dyrektywą Parlamentu Europejskiego i Rady z dnia 26 października 2005 roku w sprawie przeciwdziałania korzystaniu z systemu finansowego w celu prania pieniędzy oraz finansowania terroryzmu.
Rekomendacje FATF zostały zaktualizowane w lutym 2012 roku i stały się podstawą do uchwalenia w maju 2015 roku Dyrektywy Parlamentu Europejskiego i Rady nr 2015/849 w sprawie zapobiegania wykorzystywania systemu finansowego do prania pieniędzy lub finansowania terroryzmu
Art. 1 dyrektywy definiuje to zjawisko następująco:

za „pranie pieniędzy” uznaje się następujące czyny popełnione umyślne:
- konwersję lub przekazywanie mienia, ze świadomością, że pochodzi ono z działalności przestępczej lub z udziału w takiej działalności, w celu ukrywania lub zatajania nielegalnego pochodzenia tego mienia albo udzielenia pomocy osobie, która bierze udział w takiej działalności, dla umożliwienia jej uniknięcia konsekwencji prawnych takiego działania;
- ukrycie lub zatajenie prawdziwego charakteru mienia, jego źródła, miejsca położenia, rozporządzania nim, przemieszczania, własności lub praw do mienia, ze świadomością, że mienie to pochodzi z działalności przestępczej lub z udziału w takiej działalności;
- nabycie, posiadanie lub korzystanie z mienia, ze świadomością w momencie jego otrzymania, że mienie to pochodzi z działalności o charakterze przestępczym lub z udziału w takiej działalności;
- udział lub współdziałanie w popełnieniu, usiłowanie popełnienia, jak też pomocnictwo, podżeganie, ułatwianie oraz doradzanie przy popełnieniu czynów określonych w powyższych punktach.

Rada Europy w Konwencji z 2005 roku określa pranie jako świadome działanie mające na celu:
- zamianę lub przekazanie mienia pochodzącego z przestępstwa w celu zatajenia lub ukrycia jego pochodzenia lub udzielenia pomocy osobie, która uczestniczy w popełnieniu przestępstwa bazowego[a], dla umożliwienia uniknięcia konsekwencji prawnych;
- zatajenie lub ukrycie prawdziwej natury takiego mienia, źródła jego pochodzenia, miejsca położenia, rozporządzania nim, przemieszczania, własności lub praw do takiego mienia;
- nabycie, posiadanie lub korzystanie z takiego mienia,
- współudział w popełnieniu któregokolwiek z wymienionych poprzednio czynów, związek lub zmowa w celu jego popełnienia, pomocnictwo, podżeganie, ułatwianie oraz doradzanie przy jego popełnieniu.

Przepisy dotyczące przeciwdziałania praniu pieniędzy określa się mianem AML (Anti-Money Laundering). Pierwsza regulacja AML została przyjęta w roku 2010. Od tego czasu wprowadzono cztery jej nowelizacje. Ostatnią Parlament Europejski uchwalił w roku 2016 i zaczęła obowiązywać od 12 maja 2018 roku.
Konwencja ONZ przeciwko międzynarodowej przestępczości zorganizowanej z 2000 r. w art. 7 postanawia

1. Każde Państwo-Strona:
(a) w celu przeciwdziałania wszelkim formom prania pieniędzy oraz w celu ich wykrywania wprowadzi w zakresie swojej właściwości kompleksowy wewnętrzny reżim o charakterze regulacyjnym i nadzorczym dla banków oraz pozabankowych instytucji finansowych oraz, tam gdzie jest to właściwe, dla innych instytucji szczególnie podatnych na pranie pieniędzy, który to reżim będzie w szczególności określał wymagania dotyczące identyfikacji klienta, prowadzenia dokumentacji oraz informowania o podejrzanych transakcjach;
(b) zapewni [...] aby organy administracyjne, regulacyjne i ścigania oraz inne organy zajmujące się zwalczaniem prania pieniędzy (w tym – tam, gdzie ma to zastosowanie na mocy prawa wewnętrznego – organy sądowe) miały możliwość współpracy oraz wymiany informacji na szczeblu krajowym i międzynarodowym w ramach warunków określonych przez prawo wewnętrzne, oraz rozważy w tym celu ustanowienie jednostki wywiadu finansowego mającego służyć jako krajowe centrum gromadzenia, analizy oraz rozpowszechniania informacji dotyczących prania pieniędzy.
2. Państwa-Strony rozważą implementację możliwych do zastosowania środków w celu wykrywania oraz monitorowania przepływu przez swoje granice gotówki oraz odpowiednich zbywalnych papierów handlowych, pod warunkiem zapewnienia właściwego wykorzystania informacji oraz bez naruszania w jakikolwiek sposób przepływu legalnego kapitału. Takie środki mogą obejmować wymóg, aby osoby oraz firmy informowały o transgranicznym transferze znacznych ilości gotówki oraz odpowiednich zbywalnych papierów handlowych.
3. Przy ustanawianiu wewnętrznego reżimu regulacji i nadzoru na warunkach niniejszego artykułu, bez uszczerbku dla jakiegokolwiek innego artykułu niniejszej konwencji, wzywa się Państwa-Strony do wykorzystania w charakterze wytycznych odpowiednich inicjatyw organizacji regionalnych, międzyregionalnych oraz wielostronnych zajmujących się zwalczaniem prania pieniędzy.
4. Państwa-Strony podejmą wysiłki ukierunkowane na rozwijanie oraz promowanie współpracy globalnej, regionalnej, ponadregionalnej oraz dwustronnej pomiędzy organami sądowymi, ścigania oraz finansowymi organami regulacyjnymi, w celu zwalczania prania pieniędzy.

## Etapy prania pieniędzy
Pranie pieniędzy to sekwencja kilku następujących zachowań obejmujących w szczególności: zatarcie nielegalnego źródła pieniędzy oraz utworzenie dla nich nowego „legalnego” pochodzenia.
1. Faza wstępna
Polega na przygotowaniu całego procesu. Do fazy wstępnej zalicza się w szczególności dyslokacje kapitału (transport bądź to z miast na wieś, gdzie jest mniejsza szansa wykrycia procederu, bądź za granicę).
Przykłady sposobów transferowania kapitału za granicę:
- Metoda walizkowa – gdy brak jest obowiązku deklaracji dewiz. Polega na zwykłym „przewożeniu” pieniędzy. Możliwa do stosowania na terenie strefy Schengen czy Związku Białorusi i Rosji.
- Przemyt – zasadniczo używa się tych samych kanałów przerzutowych (np. skrytki w samochodzie) co do wywozu np. narkotyków (ich sprzedaż to główne źródło „brudnych pieniędzy”). Metoda ta jest o tyle niewygodna, że zazwyczaj pieniądze zajmują większą objętość niż wwożony wcześniej towar w stosunku do ich wartości. Trudniej je więc przemycić.
- Transfer dóbr luksusowych – polega na zakupie drogich towarów (najczęściej samochody), przewozie ich bądź przejeździe nimi przez granicę i sprzedanie na miejscu.
- Bezpośredni przekaz elektroniczny – w tym wypadku pieniądze najpierw muszą być na koncie (opisane niżej).
- Umowy o kompensacje – „zapłata za długi innych”. Często stosowana metoda, gdyż gangi umarzają sobie nawzajem długi swoich sojuszników, aby ominąć etap przewożenia przez granicę. Sprzyja temu system bankowości podziemnej, np. Hawala[10].

2. Umiejscowienie (placement)
Polega na wprowadzeniu nielegalnych środków do systemu finansowego (zwykle poprzez wpłatę na konto). Jest to najbardziej ryzykowny etap całego procederu. Organizacje przestępcze stosują różne metody „obchodzenia” bankowej kontroli wpłat. Najczęściej polega on na dzieleniu całej kwoty na mniejsze sumy, poniżej progu rejestracji (structuring), także wpłaty przy użyciu setek wynajętych osób (tzw. smurfing). Często ten etap możliwy jest dzięki „współpracy” pracowników banków lub instytucji finansowych. Czasem stosuje się także występujące w niektórych krajach zwolnienia z obowiązku rejestracji dla określonych rodzajów działalności (exempt transactions).
3. Maskowanie (layering)
Etap ten polega na „urwaniu” śladu prowadzącego do rzeczywistego źródła pieniędzy. Następuje zazwyczaj poprzez dokonywanie wielokrotnych operacji transferu pieniędzy na konta w różnych bankach i państwach. W razie gdy transferu dokonano na konto banku, który znajduje się w tzw. „oazie podatkowej”, ślad urywa się, gdyż banki w tych państwach nie muszą rejestrować informacji, kto wpłacił pieniądze lub skąd zostały przesłane. Do transferu pieniędzy wykorzystywany jest np. międzynarodowy system SWIFT. Zamiast przechodzić przez te etapy przestępcy często reinwestują pieniądze w działalność przestępczą.
4. Integracja/legitymizacja (integration)
Polega na „dorobieniu” legalnego świadectwa dla pieniędzy. Stosuje się tutaj najróżniejsze metody, np.:
- Blending – najpowszechniej stosowana, polega na zmieszaniu pieniędzy pochodzących z „prania” z dochodami legalnymi. W tym celu przestępcy zakładają działalność gospodarczą, która charakteryzuje się m.in. gotówkowym obrotem, trudnością stwierdzenia rzeczywistych przychodów, gwałtowną dynamiką zmian w wysokości przychodów i klientów. Musi to być ponadto działalność usługowa, aby nie trzeba się było wykazać produkcją. Najlepiej do tego celu nadają się dyskoteki i solaria.
- Ceny transferowe – przestępca kupuje coś taniej (np. jacht), a „pod stołem” dopłaca różnice. Następnie sprzedaje towar już po normalnej cenie rynkowej (tłumacząc się np. dokonaniem inwestycji) – różnica w cenie stanowi legalny dochód.
- Kasyna – kupuje się bilety do automatów za brudne pieniądze, następnie zwraca je jako rzekomą wygraną, przez co otrzymuje całkowicie legalne środki pieniężne.
- Winning ticket – organizacja przestępcza dowiaduje się, kto wygrał w loterii pieniężnej, a następnie składa takiej osobie propozycje odkupienia losu po wyższej cenie niż wynosi wygrana. W takim wypadku także otrzymuje się legalne środki pieniężne.
- Smurfing – wpłacanie przez wielu podstawionych ludzi niewielkich kwot pieniędzy, co nie wymaga kontroli tożsamości podmiotów biorących udział w transakcji.
- Puste transakcje – kreowanie fikcyjnego obrotu na papierze. Nieprawdziwe transakcje biznesowe poświadczane są podrabianymi dokumentami (fakturami, rachunkami).
- Fikcyjny kredyt – przedsiębiorstwo zaciąga kredyt w banku, a następnie spłaca go pieniędzmi pochodzącymi z fikcyjnego kredytu uzyskanego w innym przedsiębiorstwie.

## Źródła pochodzenia pieniędzy
- Czyste – dochody pochodzą z jasnych źródeł i zapłacono odpowiednie podatki.
- Szare – dochody uzyskane głównie z „szarej strefy”, gdzie działalności gospodarcze są prowadzone bez zezwoleń. Najczęściej również nie są płacone podatki.
- Brudne – dochody nieujawnione organom podatkowym. Najczęściej z działalności przestępczej, ale nie jest to reguła.

## Pranie pieniędzy a kryptowaluty
W powszechnej opinii od ponad dekady do procederu prania pieniędzy dochodzi za pośrednictwem kryptowalut, w tym Bitcoin. Mimo faktu, że pozornie kryptowaluty dają anonimowość, to w przypadku większości z nich, zwłaszcza tych z transparentnym kodem źródłowym, opartych na otwartej sieci blockchain transakcje zawierane są jawnie. Oznacza to, że można prześledzić całą historię przepływów finansowych na konkretnym adresie, aż do początku istnienia całej sieci. Organy ścigania często nie podzielają opinii o transparentności sieci, stąd też bitcoin jest przez nich bardzo często wybierany jako jeden z elementów służących do prania pieniędzy. Istotne, z punktu widzenia AML, jest tutaj weryfikowanie źródła pochodzenia środków. W przypadku polskich giełd kryptowalut istnieje tylko jedna, której Polityka AML została zaakceptowana przez Komisję Nadzoru Finansowego. Jest nią giełda kryptowalut BitClude, która posiada również licencję Małej Instytucji Płatniczej nr MIP11/2019

## Przeciwdziałanie praniu pieniędzy w Polsce
Do przeciwdziałania praniu pieniędzy powołany został w Polsce Generalny Inspektor Informacji Finansowej, działający na podstawie i zgodnie z ustawą z dnia 16 listopada 2000 r. o przeciwdziałaniu praniu pieniędzy oraz finansowaniu terroryzmu.
Na potrzeby procesowe wykorzystuje się w Polsce definicję prania pieniędzy zawartą w kodeksie karnym z dnia 6 czerwca 1997 r., którego art. 299 stanowi:

Art. 299. § 1. Kto środki płatnicze, instrumenty finansowe, papiery wartościowe, wartości dewizowe, prawa majątkowe lub inne mienie ruchome lub nieruchomości, pochodzące z korzyści związanych z popełnieniem czynu zabronionego, przyjmuje, posiada, używa, przekazuje lub wywozi za granicę, ukrywa, dokonuje ich transferu lub konwersji, pomaga do przenoszenia ich własności lub posiadania albo podejmuje inne czynności, które mogą udaremnić lub znacznie utrudnić stwierdzenie ich przestępnego pochodzenia lub miejsca umieszczenia, ich wykrycie, zajęcie albo orzeczenie przepadku, podlega karze pozbawienia wolności od 6 miesięcy do lat 8.
§ 2. Karze określonej w § 1 podlega, kto będąc pracownikiem lub działając w imieniu lub na rzecz banku, instytucji finansowej lub kredytowej lub innego podmiotu, na którym na podstawie przepisów prawa ciąży obowiązek rejestracji transakcji i osób dokonujących transakcji, przyjmuje, wbrew przepisom, środki płatnicze, instrumenty finansowe, papiery wartościowe, wartości dewizowe, dokonuje ich transferu lub konwersji, lub przyjmuje je w innych okolicznościach wzbudzających uzasadnione podejrzenie, że stanowią one przedmiot czynu określonego w § 1, lub świadczy inne usługi mające ukryć ich przestępne pochodzenie lub usługi w zabezpieczeniu przed zajęciem.
§ 3. (uchylony).
§ 4. (uchylony).
§ 5. Jeżeli sprawca dopuszcza się czynu określonego w § 1 lub 2, działając w porozumieniu z innymi osobami, podlega karze pozbawienia wolności od roku do lat 10.
§ 6. Karze określonej w § 5 podlega sprawca, jeżeli dopuszczając się czynu określonego w § 1 lub 2, osiąga znaczną korzyść majątkową.
§ 6a. Kto czyni przygotowania do przestępstwa określonego w § 1 lub 2, podlega karze pozbawienia wolności do lat 3.
§ 7. W razie skazania za przestępstwo określone w § 1 lub 2, sąd orzeka przepadek przedmiotów pochodzących bezpośrednio albo pośrednio z przestępstwa, a także korzyści z tego przestępstwa lub ich równowartość, chociażby nie stanowiły one własności sprawcy. Przepadku nie orzeka się w całości lub w części, jeżeli przedmiot, korzyść lub jej równowartość podlega zwrotowi pokrzywdzonemu lub innemu podmiotowi.
§ 8. Nie podlega karze za przestępstwo określone w § 1 lub 2, kto dobrowolnie ujawnił wobec organu powołanego do ścigania przestępstw informacje dotyczące osób uczestniczących w popełnieniu przestępstwa oraz okoliczności jego popełnienia, jeżeli zapobiegło to popełnieniu innego przestępstwa; jeżeli sprawca czynił starania zmierzające do ujawnienia tych informacji i okoliczności, sąd stosuje nadzwyczajne złagodzenie kary.

### Instytucje obowiązane
Instytucje obowiązane to podmioty, które obowiązane są o postępowania według ustawy o przeciwdziałaniu praniu pieniędzy i finansowaniu terroryzmu. Są to m.in.:
- banki krajowe,
- krajowe instytucje płatnicze,
- małe instytucje płatnicze,
- biura usług płatniczych,
- biura rachunkowe,
- kantory wymiany walut,
- pośrednicy nieruchomości,
- alternatywne spółki inwestycyjne,
- przedsiębiorcy,
- fundusze inwestycyjne,
- instytucje pożyczkowe,
- niektóre zawody prawnicze – w ograniczonym zakresie,
- podmioty prowadzące działalność gospodarczą polegającą na świadczeniu usług w zakresie walut wirtualnych
- galerie sztuki i wiele innych podmiotów wymienionych w ustawie.

### Obowiązki
Instytucje obowiązane muszą spełniać określone zadania, wśród których najważniejsze to:
- sporządzenie i wdrożenie procedury przeciwdziałania praniu pieniędzy i finansowaniu terroryzmu,
- sformułowanie oceny ryzyka[13],
- przeprowadzanie analizy transakcji,
- obowiązek zapewnienia szkoleń pracownikom wykonującym zadania z zakresu AML,
- raportowanie do GIIF (np. zawiadomienia o transakcjach podejrzanych),
- stosowanie środków bezpieczeństwa finansowego,
- wyznaczenie osoby odpowiedzialnej za wykonanie obowiązków ustawowych[14].

### Środki bezpieczeństwa
Zakres środków bezpieczeństwa finansowego został określony w art. 34 ustawy, a wśród nich m.in.:
- identyfikacja klienta oraz weryfikacja jego tożsamości,
- identyfikacja beneficjenta rzeczywistego,
- ocena stosunków gospodarczych,
- bieżące monitorowanie stosunków gospodarczych klienta.

### Kary
Za niedopełnienie lub nieprawidłowe wypełnienie obowiązków określonych w ustawie, instytucji obowiązanej grożą sankcje administracyjne oraz karne.
Kary administracyjna nakładają Generalny Inspektor, Prezes NBP oraz KNF. Przykłady sankcji administracyjnych:
- nakaz zaprzestania podejmowania przez instytucję obowiązaną określonych czynności;
- cofnięcie koncesji lub zezwolenia albo wykreślenie z rejestru działalności regulowanej;
- zakaz pełnienia obowiązków na stanowisku kierowniczym przez osobę odpowiedzialną za naruszenie przez instytucję obowiązaną przepisów ustawy, przez okres nie dłuższy niż rok;
- kara pieniężna[15].

#### Przykłady sankcji karnych
- grzywna,
- kara pozbawienia wolności od 3 miesięcy do 5 lat.

Wysokość kary jest zależna od wagi naruszenia, czasu trwania, zakresu odpowiedzialności podmiotu, jego możliwości finansowej oraz od skali korzyści lub unikniętych strat, strat innych osób oraz czy wystąpiło uprzednie naruszenie innych przepisów.